# Farsi1
Farsi1 (persa: فارسی ۱) fue el primer canal internacional satélital de entretenimiento en idioma persa, que transmitía desde Dubái, Emiratos Árabes Unidos. Su programación consistía en programas de variedades en idioma persa, junto con ficción internacional, especialmente series estadounidenses, y telenovelas latinoamericanas, coreanas y turcas, subtítuladas y dobladas al idioma persa.En su momento, fue unos de los canales más vistos de Irán.
Farsi1 fue propiedad de 21st Century Fox y estaba operado por el Grupo MOBY. El canal estaba dirigido por Sina Valiollah, quien fue presentadora y productora en Irán por muchos años.
El canal cerró el 31 de diciembre de 2016.

## Controversias

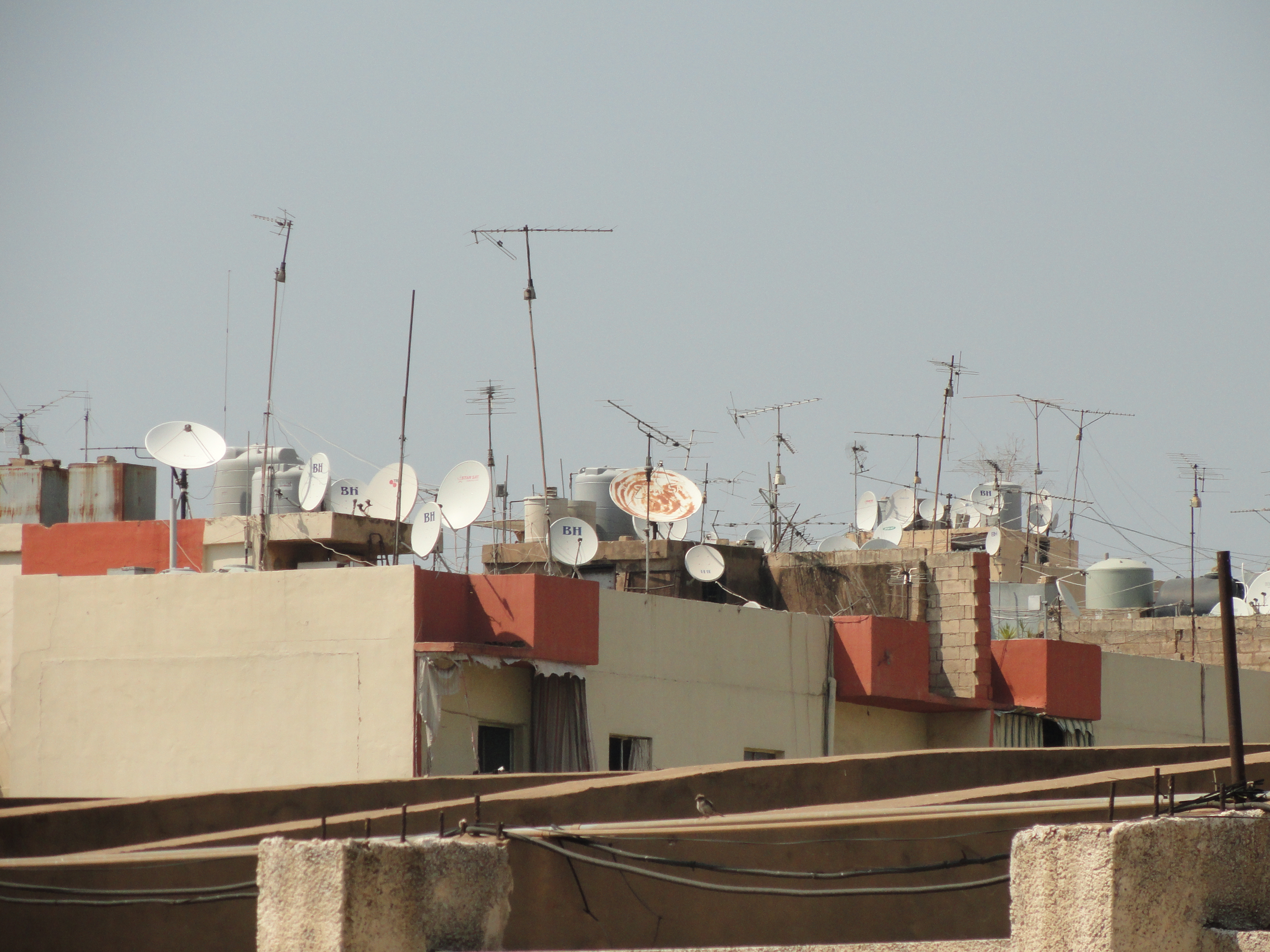
Antenas parabólicas de televisión satelital en las típicas azoteas de Medio Oriente, en países como Irán, y las naciones árabes, por ejemplo.

Farsi1, junto a otros canales de televisión internacionales en idioma persa vía satélite que aún transmiten, ofrecía una alternativa de televisión a los canales de televisión estatales iraníes, monopolizados por IRIB, con programas fuertemente censurados por el régimen teocrático de dicho país, además de muchos programas religiosos. Farsi1, junto a otros canales internacionales, cuyas transmisiones provienen desde el otro lado del Golfo Pérsico, o desde Europa, se encargan de ofrecer contenido de cine y televisión occidental, que mayormente está prohibido en Irán por el gobierno. Pese a que la recepción de televisión vía satélite en Irán está prohibida, en la práctica, es muy común que los hogares iraníes reciban señales internacionales mediante antenas parabólicas, las cuales se instalan pese a las prohibiciones.
La programación de canales como Farsi1, mucha de la cual provenía de Estados Unidos, era vista por el gobierno iraní como parte de un “movimiento antirrevolucionario”, en contra de los ideales de la revolución islámica,lo cual ha llevado al gobierno a tomar medidas, como el allanamiento de la oficina de News Corp en Teherán, y el arresto de 5 funcionarios, el 7 de diciembre de 2010. Durante sus primeros meses al aire el canal recibía continuos ataques de parte de movimientos islámicos extremistas, que lo calificaban  como “propaganda occidental y sionista”,y recibió amenazas de muerte.

## Programación
- 24
- Ice Adonis
- Dharma & Greg
- ¿Dónde está Elisa?
- Medcezir
- Kurt Seyit ve Şura
- Prison Break
- Shark
- Rosa negra